# Knickerbocker Village
Knickerbocker Village Limited es una urbanización de Manhattan, Nueva York. Está situada entre el Puente de Manhattan y el Puente de Brooklyn, en la barrio Two Bridges del Lower East Side. Aunque en general se consideraba que el lugar pertenecía al Lower East Side, en los últimos años ha pasado a considerarse parte de Chinatown y la mayoría de los residentes son chinos. Se encuentra a poca distancia del Ayuntamiento de Nueva York, del Civic Center, y del South Street Seaport. El complejo consta de 1.590 apartamentos repartidos en doce edificios de ladrillo de 13 plantas que rodean dos patios.

## Ubicación
La urbanización está situada en 10-12-14-16-18-20 Monroe Street y 30-32-34-36-38-40 Monroe Street, ocupando dos manzanas enteras y limitada por Catherine Street, Monroe Street, Market Street y Cherry Street. Se encuentra en el código ZIP 10002.

## Historia
El promotor inmobiliario Fred F. French comenzó la construcción de Knickerbocker Village en 1933 y la terminó en 1934, durante la Gran Depresión. El lugar albergaba anteriormente un centenar de edificios que fueron considerados tugurios y derribados. Estas acciones fueron criticadas posteriormente como algunas de las primeras gentrificaciones en Manhattan.
Cuando el Congreso de los Estados Unidos autorizó a la RFC conceder préstamos para proyectos de desalojo de tugurios, French eligió el peor bloque de sus propiedades y lo presentó como objeto perfecto para el desalojo. Su elección fue el "Lung Block", llamado así por su alta tasa de mortalidad por tuberculosis, donde vivían 650 familias. French propuso construir un proyecto de viviendas de bajo coste. RFC prestó el 97% de los 10 millones de dólares necesarios. Fue la primera promoción de apartamentos de Estados Unidos que recibió financiación federal. El coste medio de "Lung Block" para Knickerbocker Village fue elevado: 3,116 millones de dólares, o 14 dólares por pie cuadrado. La base imponible de la urbanización se redujo en dos tercios para rebajar el alquiler mensual de las habitaciones a los 12,50 dólares estipulados por el RFC. Dado que el alquiler medio antes de la construcción de la urbanización había sido de unos 5 dólares por habitación, Knickerbocker Village ya no servía a las mismas familias de bajos ingresos que habían vivido en las viviendas del "Lung Block". Proporcionaba 1.590 apartamentos pequeños principalmente a pequeñas familias de ingresos medios. El 82% de las familias que se mudaron a los apartamentos pronto se vieron obligadas a volver a los barrios marginales que habían abandonado debido a la escalada de los alquileres.
Debido a las malas acciones de French como propietario, el complejo se hizo conocido por sus actividades de organización de los inquilinos y la creación de algunas de las primeras leyes entre propietarios e inquilinos y la actual normativa de control de alquileres.
Después de cincuenta años, en la década de 1970, French vendió el complejo a nuevos propietarios.

### SigloXXI
El inmueble sufrió graves daños a causa del huracán Sandy en 2012 y finalmente recibió importantes fondos del programa "Build it Back" de la ciudad. El complejo se convirtió en uno de los primeros complejos de viviendas asequibles con tecnología de reconocimiento facial. Una exención fiscal en 2019 puso fin a una lucha de cinco años para evitar un aumento significativo del alquiler que habría hecho que la propiedad fuera inasequible para la mayoría de los inquilinos.

## Residentes destacados
Residentes notables han incluido:
- Cheng Chui Ping, 'Cabeza de Serpiente', contrabandista de personas que vivió en el 14 de Monroe Street en los años 80-principios de los 90.[13]
- Mark Olf, cantante judío y artista de Folkways.
- Peter C. Rhodes, reportero y escritor
- Julius Rosenberg y Ethel Rosenberg, condenados por espiar para la Unión Soviética y posteriormente ejecutados, vivían en el undécimo piso del número 10 de la calle Monroe, en Knickerbocker Village.[7]
- Frederik Pohl, editor y escritor estadounidense.[14]
- Benjamin Ruggiero de la familia criminal Bonanno, interpretado por Al Pacino en la película Donnie Brasco[15]
- Tony Mirra, caporegime de la familia Bonanno.